# Хартиен самолет
Хартиен самолет – това е вид играчка, направена от сгънат хартиен лист като фигурка оригами. Много деца по целия свят правят такива модели на самолетчета. Наричат се още ракети.
- Стъпките при направата на вид хартиен самолет